# Вживані автомобілі
«Вживані автомобілі» або «Старі машини» (англ. Used Cars) — американська кінокомедія 1980 року режисера Роберта Земекіса.

## Сюжет
Продавець старих автомобілів Руді Руссо працює в магазині старого Люка Фукса і безсоромно переманює клієнтів у конкурента — Роя Фукса, брата Люка. Також він збирається стати сенатором штату, але на передвиборчу кампанію потрібні гроші, які йому обіцяє дати Люк Фукс за умови, що його бізнес буде існувати. На превеликий жаль Руді, господар помирає від серцевого нападу, а його брат давно мріє заволодіти його бізнесом. Руді вирішує сховати тіло господаря, а всім сказати, що той поїхав до Маямі. Розв'язавши собі руки, він розгортає величезну аферу з рекламою на телебаченні, яку успішно провалює Рой Фукс…

## У ролях
| Актор             | Роль                   |
| ----------------- | ---------------------- |
| Курт Расселл      | Руді Руссо             |
| Джек Ворден       | Рой Л. Фукс / Люк Фукс |
| Герріт Грем       | Джефф                  |
| Френк Макрей      | Джим, механік          |
| Дебора Гармон     | Барбара Фукс           |
| Джо Флаерті       | Сем Слейтон            |
| Девід Л. Ландер   | Фредді Періс           |
| Майкл МакКін      | Едді Вінслоу           |
| Майкл Телбот      | Міккі                  |
| Гаррі Нортап      | Кармін                 |
| Альфонсо Арау     | Мануель                |
| Аль Льюїс         | суддя Гаррісон         |
| Вудроу Парфрі     | містер Чартнер         |
| Ендрю Дункан      | Чарлі                  |
| Даб Тейлор        | Такер                  |
| Клод Ерл Джонс    | Ел                     |
| Ден Берроус       | Стенлі Девоскі         |
| Шеріл Ріксон      | Маргарет               |
| Венді Джо Спербер | Нервоус Нона           |
| Марк МакКлюр      | Геві Дуті Дюбуа        |
| Сьюзен Донован    | дружина Чарлі          |
| Дон Раскін        | продавець Фукса        |
| Ян Сендвіч        | дружина Ела            |
| Трейсі Лі Роу     | дитина Ела             |
| Кертіс Сандерс    | дитина Ела             |
| Клінт Ліллей      | дитина Ела             |
| Патрік МакМорроу  | містер О'Гара          |
| Джозеф Барнабі    | містер Дуглас          |
| Дайан Гардін      | місіс Дуглас           |
| Дік Міллер        | чоловік у ліжку        |
| Рита Таггарт      | жінка у ліжку          |